# Кленбутерол
Кленбутерол — лекарственное средство, селективный β2-адреностимулятор.
Возбуждая β2-адренорецепторы, оказывает мощное бронхолитическое действие.

## Фармакологическое действие
Селективный β2-адреностимулятор, оказывает бронхолитическое и секретолитическое действие. Возбуждает β2-адренорецепторы, стимулирует аденилатциклазу, повышает концентрацию в клетках цАМФ, который, влияя на систему протеинкиназы, лишает миозин способности соединяться с актином и содействует расслаблению бронхов. Тормозит высвобождение из тучных клеток медиаторов, способствующих бронхоспазму и воспалению бронхов. Уменьшает отёк или застой в бронхах, улучшает мукоцилиарный клиренс. В больших дозах вызывает тахикардию, тремор пальцев рук. Начало бронхолитического эффекта после ингаляции — через 15 мин, максимум — через 2-3 ч, продолжительность действия — 12 ч.

## Фармакокинетика
Абсорбция — высокая. Терапевтически эффективные концентрации создаются в плазме через 15 мин после разового приема и сохраняются в течение 7-24 ч. Выводится преимущественно почками. T1/2 — 3 ч.

## Показания
ХОБЛ, бронхообструктивный синдром, бронхиальная астма.

## Противопоказания
Гиперчувствительность, тиреотоксикоз, тахиаритмия, ГОКМП, инфаркт миокарда (острый период), беременность (I триместр), предродовый период.

## Побочные эффекты
Тахикардия, экстрасистолия, снижение или (чаще) повышение артериального давления.

### Со стороны нервной системы
Тремор пальцев рук, тревожность, головная боль.

### Со стороны пищеварительной системы
Сухость во рту, изжога тошнота.

### Аллергические реакции
Кожная сыпь, крапивница.

### Прочие
Гипокалиемия.

### Передозировка

#### Симптомы
Легкий тремор конечностей

#### Лечение
Уменьшить дозу препарата, симптоматическая терапия.

## Особые указания
Возможно развитие резистентности и синдрома «рикошета». Следует прекратить прием препарата незадолго до родов, так как кленбутерол обладает токолитическим действием. Нельзя допускать попадания препарата в глаза, особенно при глаукоме.

## Взаимодействие
Антагонизм с β-адреноблокаторами. Снижает действие гипогликемических лекарственных средств. Усиливает риск развития нарушений внутрисердечной проводимости при одновременном назначении с ингибиторами МАО и теофиллином. Увеличивает токсичность сердечных гликозидов и риск развития аритмии. В комбинации с симпатомиметическими лекарственными средствами взаимно увеличивают токсичность.

## Использование в спорте
Кленбутерол запрещён в спорте с 1992 года. Определяется при антидопинговом контроле в течение продолжительного времени, поскольку аккумулируется в жировой ткани и высвобождается в процессе нагрузки или соревнований. Популярен у бодибилдеров на уровне любителей, которые не охвачены антидопинговым контролем. Считается, что кленбутерол обладает жиросжигающим действием.
Одним из возможных путей попадания кленбутерола в организм спортсмена может быть мясо, так как в некоторых странах (Китай, Мексика) он применяется для увеличения веса откармливаемых животных.
В 2012 году китайских олимпийцев перед Олимпиадой в Лондоне перевели на вегетарианскую диету. Это было сделано из-за опасения попадания в их организм вместе с мясом запрещённого вещества — кленбутерола. Нарушение запрета каралось исключением из состава сборной.
8 сентября 2016 года игрок китайского футбольного клуба «Шаньдун Лунэн» Цзинь Цзиндао был отстранен от матчей на 60 дней Азиатской конфедерацией футбола после положительного теста на кленбутерол в матче Лиги чемпионов АФК 2016 года против ФК «Сеул».